# Midhat Frashëri
Midhat Frashëri , född 25 mars 1880 i Ioánnina i Grekland i dåvarande Osmanska riket, död 3 oktober 1949 i Lexington Avenue i New York i USA, var en albansk diplomat, författare och politiker. Han var grundaren av Balli Kombëtar. 

## Biografi
Han arbetade i den osmanska administrationen Vilajet av Thessaloniki under perioden 1905-1910. Han deltog i Manastirkongressen 1908. 
Midhats politiska åsikter fick en nationalistisk karaktär under Balkankriget när han såg att Albanien var nära att delas till grannländerna. Midhat ver en av ledarna i Vlore 1912. Han var en av undertecknarna av självständighetsförklaringen. Han blev senare albanska generalkonsulen i Belgrad och postmästare.

## Balli Kombëtar
Han var ledaren för Balli Kombëtar under andra världskriget. Balli Kombëtar var en politisk organisation som kämpade för ett enat Albanien. Hans namn raderades i officiella dokument när kommunisterna tog makten.